# Elizabeth Banke
Elizabeth Banke Graham, född 5 mars 1960 i Helsingborg, är en svensk skådespelare, dansare, koreograf och dansskoleföreståndare.
Banke började som barn på Dorrit och Teddy Rhodins balett- och teaterskola och Malmö Stadsteaters Balettelevskola i Malmö. Redan som 13-åring började hon i baletten hos Nils Poppe på Fredriksdalsteatern i Helsingborg. Där fick hon efterhand göra framträdande roller respektive koreografi i flera produktioner, bland annat Två man om en änka (1983) och Vita Hästen (1986), flera som också visades i Sveriges Television. Hon har även medverkat i flera uppsättningar på Nöjesteatern i Malmö och i sommarproduktioner på Pildammsteatern. Hon spelade rollen som Bianca i Kiss Me, Kate på Riksteatern 1985. På Malmö Stadsteater medverkade hon bland annat i musikalen Little Shop of Horrors 1986. 
Hon blev rikskänd genom den internationellt prisade tv-serien Helt apropå som sändes i SVT i slutet av 1980-talet, inte minst med sin parodi på Åsa Domeij. Hon nominerades även för en International Emmy Award och Guldrosen vid Montreuxfestivalen för sina insatser. År 2011 sände SVT ett jubileumsprogram av serien.
Banke har dansat i klassiska baletter som Svansjön, Nötknäpparen och Törnrosa och gjort framträdande roller i musikaler som Cabaret, Spelman på taket och Sweet Charity.
I början av 1980-talet öppnade hon en dans- och showskola, Dansstudion No 1 i Malmö och 1990 flyttade hon till USA, där hon 1992 startade en filial, Dance Studio No 1 i Santa Monica. Förutom att hon är dess chef, undervisar hon också och gör koreografi och iscensättningar av ett antal elevproduktioner årligen. Skolan är specialiserad på klassisk balett i samverkan med organisationen SoCal Ballet men undervisar även i jazzdans och ett antal andra dansformer.
Banke anslöt sig till brittiska Royal Academy of Dance 1997 med balettlärarexamen 2002 och har även certifierats av American Ballet Theatre.

## Teater

### Roller
| År   | Roll  | Produktion                                      | Regi           | Teater              |
| ---- | ----- | ----------------------------------------------- | -------------- | ------------------- |
| 1976 | Kicki | Oskulden från Mölle Franz Arnold och Ernst Bach | Hans Bergström | Fredriksdalsteatern |